# IAFA DV8 Development League 2010
La IAFA DV8 Development League 2010 è stata la 3ª edizione del campionato irlandese di football a 8, organizzato dalla IAFL.
L'unica squadra a giocare tutti gli incontri furono i Tullamore Phoenix, nominati perciò campioni.

## Squadre partecipanti
| Club                         | Città         | Stadio | Sponsor ufficiale | Risultato nella stagione 2009 |
| ---------------------------- | ------------- | ------ | ----------------- | ----------------------------- |
| Carrickfergus Knights II     | Carrickfergus |        |                   |                               |
| Craigavon Cowboys II         | Portadown     |        |                   |                               |
| Dublin Rebels II             | Dublino       |        |                   |                               |
| Erris Rams                   | Castlebar     |        |                   |                               |
| IT Carlow Chargers           | Carlow        |        |                   |                               |
| Trinity College II           | Dublino       |        |                   |                               |
| Tullamore Phoenix            | Tullamore     |        |                   |                               |
| University College Dublin II | Dublino       |        |                   |                               |

## Stagione regolare

### Calendario

#### 1ª giornata
| 24 aprile 2010 | Dublin Rebels II | 46 – 0 | Erris Rams |  |

#### 2ª giornata
| 2 maggio 2010 | Erris Rams | 30 – 0 (a tavolino) | IT Carlow Chargers |  |

#### 3ª giornata
| 9 maggio 2010 | Tullamore Phoenix | 30 – 0 (a tavolino) | Erris Rams |  |

#### 4ª giornata
| 23 maggio 2010 | Trinity College II | 0 – 12 | Tullamore Phoenix |  |

#### 5ª giornata
| 30 maggio 2010 | Craigavon Cowboys II | 25 – 6 | Tullamore Phoenix |  |

#### 6ª giornata
| 4 luglio 2010 | Carrickfergus Knights II | 7 – 0 | Tullamore Phoenix |  |

#### 7ª giornata
| 18 luglio 2010 | Tullamore Phoenix | 12 – 22 | University College Dublin II |  |

| 18 luglio 2010 | Craigavon Cowboys II | 14 – 13 | University College Dublin II |  |

| 18 luglio 2010 | Tullamore Phoenix | 13 – 14 | Craigavon Cowboys II |  |

#### 8ª giornata
| 22 agosto 2010 | Tullamore Phoenix | 0 – 33 | Carrickfergus Knights II |  |

### Classifica
La classifica della regular season è la seguente.
- PCT = percentuale di vittorie, G = partite giocate, V = partite vinte,  P = partite perse, PF = punti fatti, PS = punti subiti

| Pos. | Squadra                      | PCT   | G | V | N | P | PF | PS  |
| ---- | ---------------------------- | ----- | - | - | - | - | -- | --- |
| 1    | Tullamore Phoenix            | .286  | 7 | 2 | 0 | 5 | 73 | 101 |
| 2    | Craigavon Cowboys II         | 1.000 | 3 | 3 | 0 | 0 | 53 | 32  |
| 3    | Carrickfergus Knights II     | 1.000 | 2 | 2 | 0 | 0 | 40 | 0   |
| 4    | Erris Rams                   | .333  | 3 | 1 | 0 | 2 | 30 | 76  |
| 5    | Dublin Rebels II             | 1.000 | 1 | 1 | 0 | 0 | 46 | 0   |
| 6    | University College Dublin II | .500  | 2 | 1 | 0 | 1 | 35 | 26  |
| 7    | IT Carlow Chargers           | .000  | 1 | 0 | 0 | 1 | 0  | 30  |
| 8    | Trinity College II           | .000  | 1 | 0 | 0 | 1 | 0  | 12  |

## Verdetti
- Tullamore Phoenix Campioni della IAFA DV8 Development League 2010